# Comuna Zarubînți, Andrușivka
Zarubînți (în ucraineană Зарубинецька сільська рада) este o comună în raionul Andrușivka, regiunea Jîtomîr, Ucraina, formată din satele Lisivka, Tarasivka și Zarubînți (reședința).

## Demografie
Componența lingvistică a satului Zarubînți
     Ucraineană (97,74%)
     Rusă (1,85%)
     Alte limbi (0,35%)
Conform recensământului din 2001, majoritatea populației satului Zarubînți era vorbitoare de ucraineană (97,74%), existând în minoritate și vorbitori de rusă (1,85%).